# Strzyk

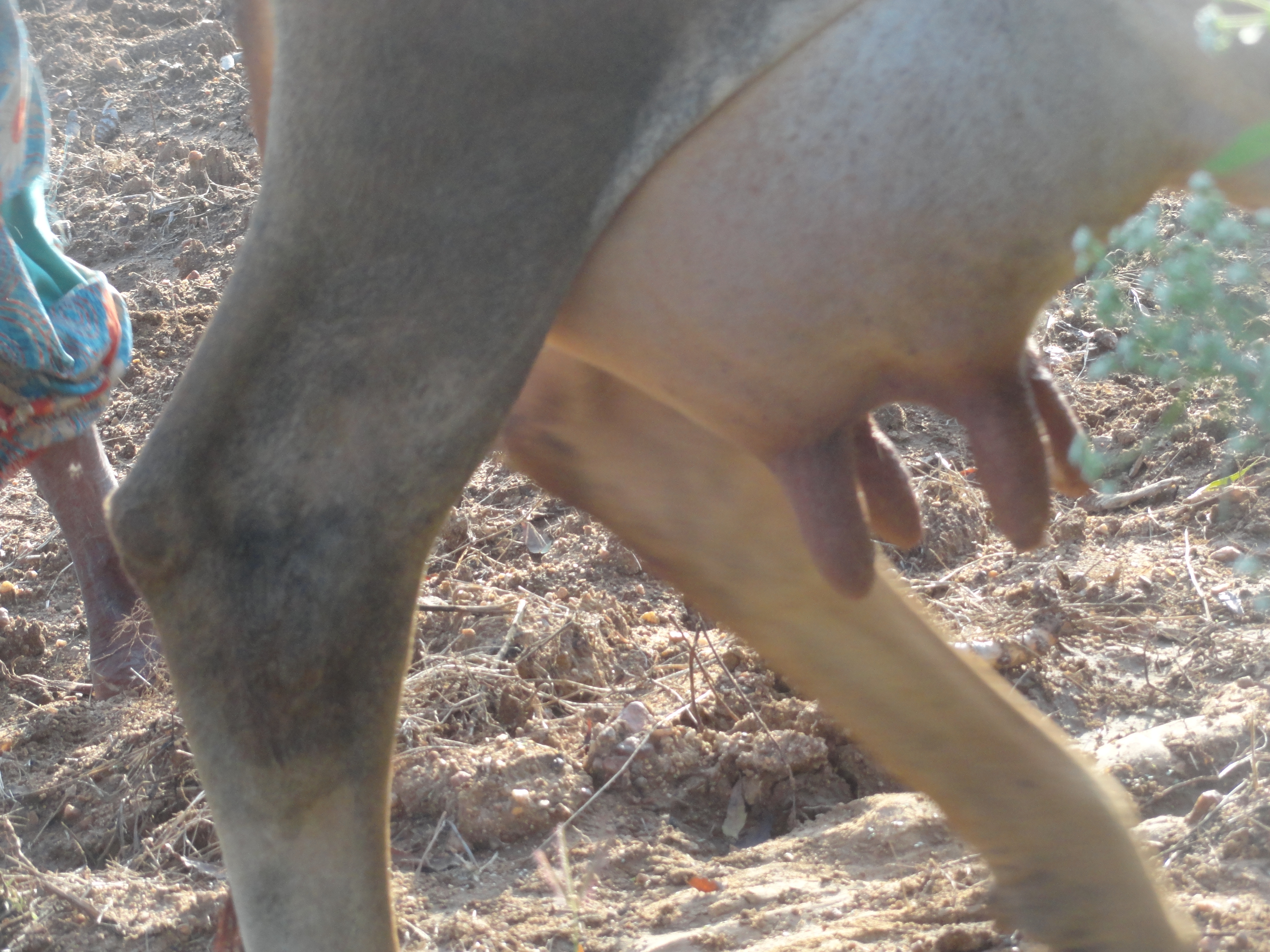
Wymię krowy ze strzykami

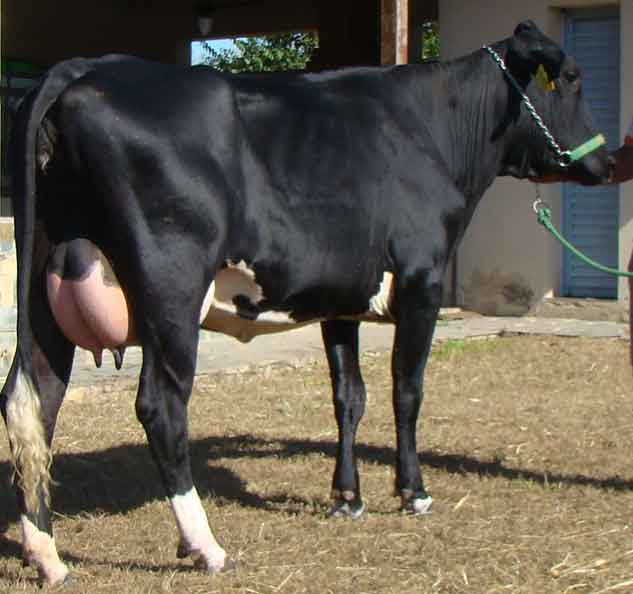
Wymię krowy z widocznymi dwoma tylnymi ćwiartkami zakończonymi strzykami.

Strzyk – wydłużona brodawka sutkowa o cylindrycznym kształcie i jednakowej grubości na całej długości zakończony stożkowato z ujściem gruczołów mlekowych, którymi zakończone jest wymię.  W każdym ze strzyków przebiega kanał strzykowy, zakończony mięśniem zwieraczem powstrzymującym samoczynny wypływ mleka. Mięsień zwieracz stanowi równocześnie barierę ochroną przed wnikaniem do wymienia drobnoustrojów ze środowiska zewnętrznego.
Strzyki stanowią bardzo ważną część wymienia. O skuteczności doju decyduje: wielkość strzyków, ich kształt, wierzchołek, osadzenie i ustawienie.
Strzyki występują u samic ssaków (głównie zwierząt dojnych m.in. krowy, owcy, kozy, kobyły, wielbłądzicy i innych). Potocznie  u zwierząt dojnych brodawki sutkowe-strzyki nazywane są dojkami.